# Дворубчине
Дворубчине — ботанічний заказник місцевого значення. Об'єкт розташований на території Дворічанської селищної громади Куп'янського району Харківської області, Кам'янське лісництво, квартал 34 (виділи 17, 18, 29—35).
Площа — 68 га, статус отриманий у 1984 році.
Охороняється цінна діялнка дубового лісу природного походження. Тут поширені угруповання старих дубових лісів татарсько-кленових, ліщинових та яглицевих, занесені до Зеленої книги України. В трав'яному покриві зростає тюльпан дібровний — рідкісний вид, занесений до Червоної книги України та багато видів лікарських рослин.